# Marie-Antoinette Katoto
Marie Antoinette Katoto, (Colombes, 1 de novembre de 1998) és una futbolista internacional francesa que juga de davantera al Paris Saint-Germain.
Màxima golejadora del club parisenc, també va ser màxima golejadora del campionat de França el 2019 i el 2020.

## Biografia

### Trajectòria del club
Marie-Antoinette Katoto prové d'una família originària de la República Democràtica del Congo i va començar a jugar a futbol l'any 2005 al Colombes Féminin Football Club, un club de la seva ciutat natal. Després evoluciona primer en defensa, abans de sentir-se irremeiablement atreta pel gol. Als 12 anys, va ser descoberta pel Paris Saint-Germain i després es va incorporar al seu centre d'entrenament. El 2016, va guanyar el campionat francès sub-19, el primer títol del PSG.

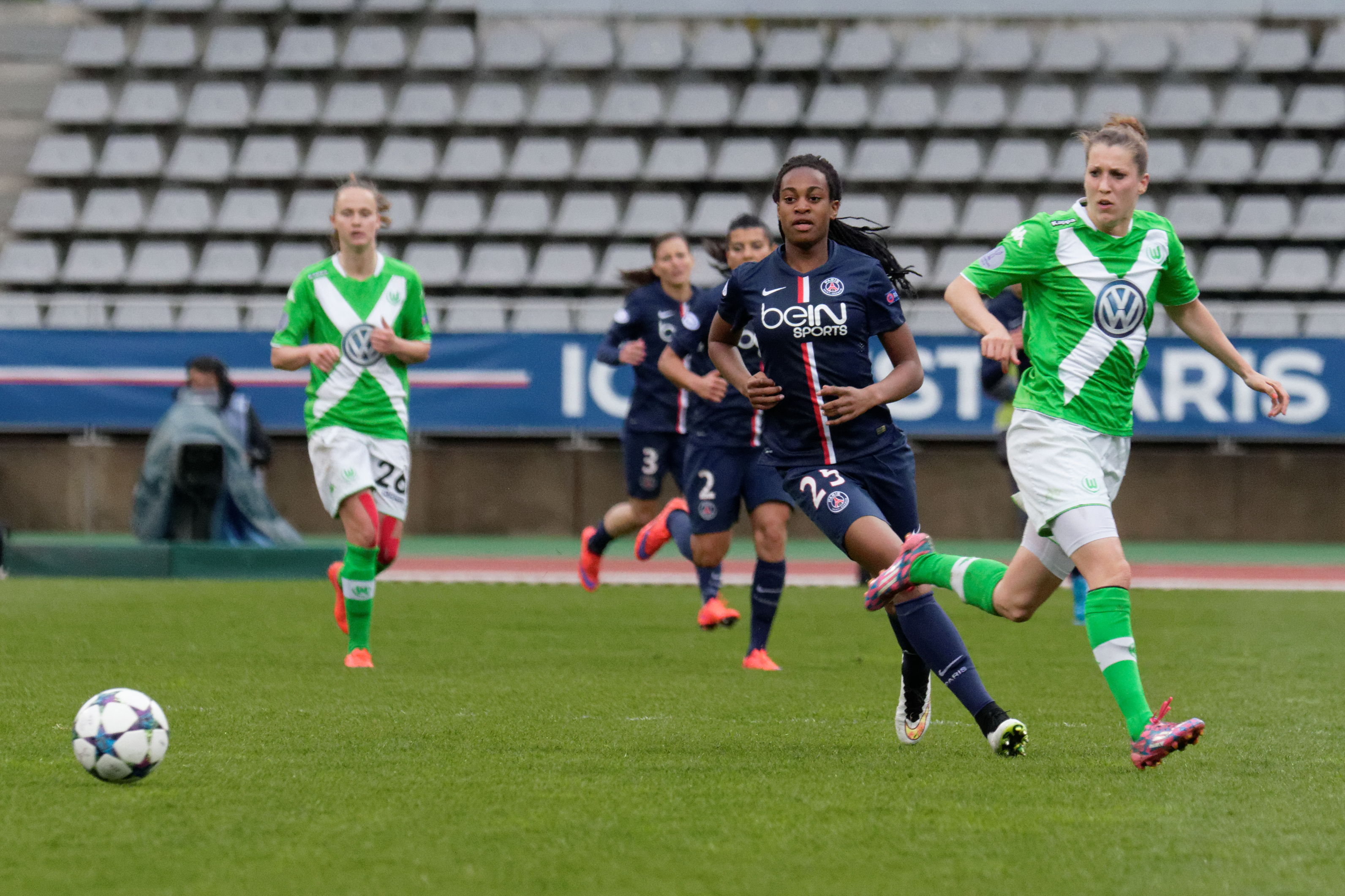
Katoto en el seu primer partit professional, contra el Wolfsburg l'abril del 2015.

El 26 d'abril de 2015 va jugar el seu primer partit professional amb només 16 anys, entrant en joc al minut 86 al partit de tornada de semifinals de la Lliga de Campions contra el Wolfsburg. Aleshores va ser utilitzada de titular per Farid Benstiti en els dos últims jocs de D1 de la temporada. L'octubre de 2016, contra el Montpeller, es va trencar els isquiotibials de la cuixa esquerra mentre marcava el gol de la victòria i es va perdre el Mundial sub -20 de Papua Nova Guinea. Quatre mesos més tard, es va lesionar de nou en un partit contra Juvisy i es va perdre les dues finals del Paris Saint Germain contra l'Olympique Lyonnais, amb derrotes als penals dels parisencs a la Copa de França (1-1) i a la Lliga de campions (0-0).
A partir de la temporada 2017-2018, es va imposar de veritat a l'onze parisenc, convertint-se en una titular indiscutible. El 31 de maig de 2018 a l'Stade de la Meinau d'Estrasburg, amb un barret sobre Lucy Bronze i una recuperació des de l'esquerra, va marcar l'únic gol de la final de la Copa de França contra el Lió, que va suposar el títol pel seu club. Durant la temporada 2018-2019, va ser delegada del club UNFP dins del PSG. El 19 de maig de 2019, va guanyar per segona vegada el títol de millor promesa femenina de la temporada a la cerimònia de lliurament dels trofeus de l'UNFP. Amb 22 gols, també va acabar la màxima golejadora de la D1.
El juliol de 2020, va ser escollida la millor número 9 de la dècada del PSG. El novembre de 2020, va rebre una medalla del director esportiu Leonardo per haver superat els 100 partits amb el PSG. Uns dies més tard, el 20 de novembre, va marcar l'únic gol del partit PSG-OL al Parc des Princes, que va permetre a París aconseguir una victòria històrica contra el Lió, la primera de la lliga des del 2016. El 6 de desembre 2020, durant el derbi de París contra el Paris FC, va marcar el seu gol 100 en totes les competicions amb el Paris Saint-Germain. La setmana següent, contra Le Havre, va anotar quatre gols i va rebre un trofeu pels seus 100 gols pel president Nasser al-Khelaïfi. Al final d'una temporada històrica per al club parisenc, es va convertir en campiona de França.
El 5 de febrer de 2022, Katoto va anotar un doblet en un partit de lliga contra Guingamp i va convertir-se en màxima golejadora de tots els temps de l'equip superant l'anterior rècord de Marie-Laure Delie.
El 23 de maig de 2022, va ser nomenada a l'equip ideal D1 Arkema per a la temporada 2021-2022 i per primera vegada va guanyar el trofeu UNFP a la millor jugadora D1 d'aquesta temporada.
L'abril del 2022, el seu any de finalització de contracte amb el PSG, expressa a la premsa les seves disconformitats amb els dirigents sobre el seu futur dins el club parisí i evoca la possibilitat d'abandonar l'equip parisenc a final de temporada. Després de llargues negociacions, la jugadora comunicarà la decisió l'1 de juliol de 2022 de prorrogar el seu contracte al club de la capital fins al 2025.

### Carrera internacional
Marie-Antoinette Katoto va passar per tots els equips joves francesos i va guanyar l'Europeu 2016 a Eslovàquia amb la sub -19. Va acabar com la màxima golejadora de la competició amb sis gols. Havent esdevingut la capitana de la sub -20, va tenir una copa del món sub-20 2018 poc brillant, en la qual va fallar notablement el penal que podria permetre que França empatés contra Espanya a les semifinals.
El 31 d'octubre de 2018, va ser convocada per la selecció absoluta de França A per primera vegada per Corinne Deacon. El 10 de novembre de 2018, va debutar internacionalment en un amistós contra el Brasil, amb una victòria per 3-1. El maig de 2019, no va ser seleccionada per l'entrenadora Corinne Deacon per al Mundial de França 2019, una decepció per a ella.
A l'Eurcopa de 2022 va patir una greu lesió al genoll dret en el segon partit de la fase de grups. Les exploracions que se li van fer van revelar una fissura al menisc i una ruptura del lligament lateral anterior.

## Palmarès

### Club
Paris Saint-Germain
- - Campiona el 2021.
  - Subcampiona el 2015, 2016, 2018, 2019, 2020 i 2022

- Copa de França (2)
  - Campiona el 2018 i 2022.
  - Finalista el 2017 i 2020.

- Lliga de Campions
  - Finalista el 2015 i 2017.

- Supercopa femenina
  - Subcampiona el 2019.

- Campionat de França sub -19 (1)
  - Campiones el 2016.

### Selecció
França sub-19
- Campiones d'Europa 2016

 França
- Guanyador del Torneig de França 2020.

### Premis individuals
- Màxima golejador de l'Eurocopa sub-19 2016 amb sis gols.
- Màxima golejador de la D1 2018-2019 (22 gols) i de la D1 2019-2020 (16 gols).
- Trofeu UNFP a la millor jugadora de la Divisió 1 femenina de la temporada 2021-2022.[19]
- La millor esperança del D1 el 2018 i el 2019.
- Trofeu UNFP a la millor esperança femenina de la temporada 2018 i 2019 .
- Millor n°9 de la dècada 2010 del PSG.
- Inclosa a l'equip ideal de la Divisió 1 als Trofeus de Futbol UNFP 2021[20]
- Inclosa a l'equip ideal de la Divisió 1 als Trofeus de Futbol UNFP 2022[21]